# Abū l-Qāsim al-Hasan
 (mai 2025).
La mise en forme du texte ne suit pas les recommandations de Wikipédia : il faut le « wikifier ».
Les points d'amélioration suivants sont les cas les plus fréquents. Le détail des points à revoir est peut-être précisé sur la page de discussion.
- Les titres sont pré-formatés par le logiciel. Ils ne sont ni en capitales, ni en gras.
- Le texte ne doit pas être écrit en capitales (les noms de famille non plus), ni en gras, ni en italique, ni en « petit »…
- Le gras n'est utilisé que pour surligner le titre de l'article dans l'introduction, une seule fois.
- L'italique est rarement utilisé : mots en langue étrangère, titres d'œuvres, noms de bateaux, etc.
- Les citations ne sont pas en italique mais en corps de texte normal. Elles sont entourées par des guillemets français : « et ».
- Les listes à puces sont à éviter, des paragraphes rédigés étant largement préférés. Les tableaux sont à réserver à la présentation de données structurées (résultats, etc.).
- Les appels de note de bas de page (petits chiffres en exposant, introduits par l'outil «  Source ») sont à placer entre la fin de phrase et le point final[comme ça].
- Les liens internes (vers d'autres articles de Wikipédia) sont à choisir avec parcimonie. Créez des liens vers des articles approfondissant le sujet. Les termes génériques sans rapport avec le sujet sont à éviter, ainsi que les répétitions de liens vers un même terme.
- Les liens externes sont à placer uniquement dans une section « Liens externes », à la fin de l'article. Ces liens sont à choisir avec parcimonie suivant les règles définies. Si un lien sert de source à l'article, son insertion dans le texte est à faire par les notes de bas de page.
- La présentation des références doit suivre les conventions bibliographiques. Il est recommandé d'utiliser les modèles {{Ouvrage}}, {{Chapitre}}, {{Article}}, {{Lien web}} et/ou {{Bibliographie}}. Le mode d'édition visuel peut mettre en forme automatiquement les références.
- Insérer une infobox (cadre d'informations à droite) n'est pas obligatoire pour parachever la mise en page.

Pour une aide détaillée, merci de consulter Aide:Wikification.
Si vous pensez que ces points ont été résolus, vous pouvez retirer ce bandeau et améliorer la mise en forme d'un autre article.
Abū l-Qāsim al-Ḥasan appelé Hasan Ier ibn ʿAlī ibn Abī al-Ḥusayn fut d'abord gouverneur puis émir de Sicile de 948 à 964, fondateur de la dynastie Kalbite qui régna sur l' île de 948 à 1053 .

## Biographie
En 948, il fut nommé Wali par l' imam fatimide Ismāʿīl al-Manṣūr bi-naṣr Allāh (Ismāʿīl, le « Victorieux » par Dieu). Il réussit à réprimer la rébellion arabo- berbère en cours dans l'ouest de la Sicile et à reprendre le contrôle de la Sicile orientale, habitée en majorité par des chrétiens, devenue indépendante.
Il affronta victorieusement les Byzantins en Calabre et dans les Pouilles , fondant également une mosquée à Reggio de Calabre , qui fut cependant détruite quelques années plus tard. Al-Ḥasan ibn ʿAlī al-Kalbī a établi sa résidence à Palerme . Il réussit rapidement à réprimer les insurrections et à rétablir la paix intérieure. Il renforça l'armée, repoussa les attaques byzantines et renouvela les raids en Italie . Il a également forcé les Byzantins à recommencer à payer tribut aux Fatimides. Sous sa régence commença un âge d'or pour la Sicile ; Les immigrants musulmans ont renforcé la puissance économique de l’île. Les revenus croissants ont permis à al-Ḥasan ibn ʿAlī al-Kalbī de financer une activité de construction dynamique à Palerme. C'est ainsi que furent construits les premiers qanats qui assuraient l'approvisionnement en eau. Des palais, des mosquées et des écoles ont également été construits et des jardins ont été créés. Palerme devient une métropole de 200 000 habitants. L'artisanat et le commerce connaissent également un âge d'or.
À la mort de l'imam fatimide al-Manṣūr (mars 953), al-Ḥasan retourna en Ifrīqiya, laissant les rênes du gouvernement sicilien à son fils Aḥmad, tout en conservant le commandement des forces armées de l'île et de la Calabre. Son frère ʿAmmār, en raison de la menace byzantine imminente, le rappela pour profiter de son aide et de son expérience de la guerre.
Il meurt en 964 à Palerme, pendant le siège de Rometta. La dynastie des gouverneurs qu'il fonda (bien qu'elle ne fût pas reconnue comme héréditaire par l'imam fatimide avant 970 ) resta au pouvoir jusqu'en 1053.

## Contexte factuel
La Sicile fut conquise entre 827 et 878 par les forces arabes employées par la dynastie militaire turque des Aghlabides , installée en Ifrīqiya par le calife abbasside Hārūn al-Rashīd pour mettre fin aux insurrections kharijites continues des Berbères .
Après la chute des Aghlabides, en 909, les émirs de Sicile deviennent autonomes. Durant cette période, cependant, il y eut des insurrections qui aboutirent à de véritables guerres civiles, générées par les profondes différences entre Arabes (surtout à Palerme) et Berbères (forts à Agrigente) [ 4 ] ainsi qu'entre les Arabes d'origine nord-arabe (Qaysites) et sud-arabe (Kalbites).
Les Fatimides, qui avaient remplacé militairement les Aghlabides en Afrique du Nord, ne parvinrent à reprendre le contrôle de la Sicile que sous le règne d' al-Qāʾim (934-946), le deuxième imam .
De 944 à 947, al-Qāʾim et son fils Ismāʿīl al-Manṣūr bi-naṣr Allāh (946-953) s'engagèrent avec acharnement à contrer la rébellion des Berbères Khargites , partisans d' Abou Yazid (l'« homme à l'âne »), en Afrique du Nord.
Après la mort d'Ismāʿīl al-Manṣūr en 952 , la dynastie fit un gros effort pour conquérir les pays à l'est de la Syrie , afin de pénétrer en Irak et de renverser le califat abbasside et de le remplacer. Le nouvel imam al-Qāʾim songea alors à confier la province sicilienne à son fidèle collaborateur al-Ḥasan al-Kalbī, le nommant émir de Sicile, avec le droit de nommer ses propres successeurs.